# How You Like That
„How You Like That” – singel południowokoreańskiej grupy Blackpink, wydany 26 czerwca 2020 roku przez wytwórnię YG Entertainment i Interscope Records. Promował album The Album.
Singel odniósł komercyjny sukces w Korei Południowej i przez trzy tygodnie zajmował pierwsze miejsce na liście Gaon Digital Chart. Piosenka znalazła się również na szczycie krajowych list przebojów na Węgrzech, Singapurze i Malezji, a także na listach Billboard k-pop Hot 100 i World Digital Songs. Piosenka uzyskała status platyny w Korei Południowej i Japonii za strumieniowanie, a także złoto w Kanadzie i srebro w Wielkiej Brytanii, podczas gdy wersja fizyczna uzyskała status platyny w Korei Południowej za przekroczenie 250 000 sprzedanych egzemplarzy.
Teledysk do utworu został wyreżyserowany przez Seo Hyun-seung, ukazał się na kanał YouTube Blackpink. Po premierze teledysk pobił kilka rekordów na YouTube, w tym najchętniej oglądaną premierę, najwięcej wyświetleń w ciągu 24 godzin teledysku, z 86,3 milionami wyświetleń oraz za najszybszy, który przekroczył 100 milionów i 200 milionów wyświetleń. Singel zdobył wiele wyróżnień, w tym Song of Summer na MTV Video Music Awards 2020 oraz Best Dance Award dla żeńskiej grupy podczas Melon Music Awards 2020.

## Lista utworów
| CD | CD                  | CD                 | CD                | CD         | CD      |
| Nr | Tytuł utworu        | Tekst              | Kompozycja        | Aranżacja  | Długość |
| -- | ------------------- | ------------------ | ----------------- | ---------- | ------- |
| 1. | „How You Like That” | Teddy, Danny Chung | Teddy, R. Tee, 24 | R. Tee, 24 | 3:00    |

## Notowania
| Lista                                    | Najwyższa pozycja |
| ---------------------------------------- | ----------------- |
| South Korea (Circle)                     | 1                 |
| South Korea (Billboard)                  | 1                 |
| South Korean Albums (Circle)             | 1                 |
| Argentina (Argentina Hot 100)            | 47                |
| Australia (ARIA)                         | 12                |
| Austria (Ö3 Austria Top 40)              | 55                |
| Canada (Canadian Hot 100)                | 11                |
| Croatia (Billboard)                      | 20                |
| Czech Republic (Singles Digitál Top 100) | 45                |
| France (SNEP)                            | 78                |
| Germany (Official German Charts)         | 66                |
| Global 200 (Billboard)                   | 24                |
| Guatemala Anglo (Monitor Latino)         | 18                |
| Hungary (Single Top 40)                  | 12                |
| Ireland (IRMA)                           | 26                |
| Japan (Japan Hot 100)                    | 8                 |
| Japan Combined Singles (Oricon)          | 24                |
| Malaysia (RIM)                           | 1                 |
| Netherlands (Single Tip)                 | 77                |
| New Zealand (Recorded Music NZ)          | 14                |
| Portugal (AFP)                           | 25                |
| Scotland (OCC)                           | 13                |
| Singapore (RIAS)                         | 1                 |
| Spain (PROMUSICAE)                       | 78                |
| Sweden (Sverigetopplistan)               | 92                |
| Switzerland (Schweizer Hitparade)        | 50                |
| UK Singles (OCC)                         | 20                |
| US Billboard Hot 100                     | 33                |
| US World Digital Song Sales (Billboard)  | 1                 |
| Vietnam (Vietnam Hot 100)                | 25                |

## Nagrody w programach muzycznych
| Program                | Data          | Źródło |
| ---------------------- | ------------- | ------ |
| Inkigayo (SBS)         | 5 lipca 2020  | [ 23 ] |
| Inkigayo (SBS)         | 12 lipca 2020 | [ 24 ] |
| Inkigayo (SBS)         | 19 lipca 2020 | [ 25 ] |
| Show Champion (MBC M)  | 8 lipca 2020  | [ 26 ] |
| Show Champion (MBC M)  | 15 lipca 2020 | [ 27 ] |
| Show Champion (MBC M)  | 29 lipca 2020 | [ 28 ] |
| M Countdown (Mnet)     | 9 lipca 2020  | [ 29 ] |
| M Countdown (Mnet)     | 16 lipca 2020 | [ 30 ] |
| Music Bank (KBS2)      | 10 lipca 2020 | [ 31 ] |
| Music Bank (KBS2)      | 31 lipca 2020 | [ 32 ] |
| Show! Music Core (MBC) | 11 lipca 2020 | [ 33 ] |
| Show! Music Core (MBC) | 18 lipca 2020 | [ 34 ] |
| Show! Music Core (MBC) | 25 lipca 2020 | [ 35 ] |

## Sprzedaż i Certyfikaty
| Kraj                       | Sprzedaż     | Certyfikat                 | Źródło        |
| -------------------------- | ------------ | -------------------------- | ------------- |
| Australia (ARIA)           | 70 000+      | Platynowa                  | [ 36 ]        |
| Brazil (Pro-Música Brasil) | 160 000+     | Diamentowa                 | [ 37 ]        |
| Canada (Music Canada)      | 160 000+     | 2× Platynowa               | [ 38 ]        |
| France (SNEP)              | 100 000+     | Złota                      | [ 39 ]        |
| Poland (ZPAV)              | 25 000+      | Złota                      | [ 40 ]        |
| Portugal (AFP)             | 5000+        | Złota                      | [ 41 ]        |
| South Korea (KMCA)         | 302 377+     | Platynowa (Physical album) | [ 42 ] [ 43 ] |
| Spain (PROMUSICAE)         | 30 000+      | Złota                      | [ 44 ]        |
| United Kingdom (BPI)       | 200 000+     | Srebrna                    | [ 45 ]        |
| Streaming                  |              |                            |               |
| Japan (RIAJ)               | 100 000 000+ | Platynowa                  | [ 46 ]        |
| South Korea (KMCA)         | 100 000 000+ | Platynowa                  | [ 47 ]        |